# Anthony Ashley-Cooper, IX conte di Shaftesbury
Anthony Ashley-Cooper, IX conte di Shaftesbury (31 agosto 1869 – 25 marzo 1961) è stato un generale e filantropo inglese.

## Biografia
Era il figlio di Anthony Ashley-Cooper, VIII conte di Shaftesbury, e di sua moglie, Lady Harriet Augusta Anna Seymourina Chichester, la figlia di George Chichester, III marchese di Donegall.

## Carriera

### Carriera militare
Lord Shaftesbury è stato sottotenente nel 10° Ussari nel 1890, promosso a tenente nel 1891 e a capitano nel 1898. Fu aiutante di campo per il governatore di Victoria (1895-1899). Si ritirò dall'esercito regolare nel 1899, ma continuò come capitano della riserva del Dorset Imperial Yeomanry. Il 12 marzo 1902 è stato promosso a tenente colonnello e nominato al comando del North of Ireland Imperial Yeomanry. In seguito ha servito nella prima guerra mondiale ed è stato promosso a generale di brigata nel 1914.

### Carriera politica
Lord Shaftesbury era Lord luogotenente di Belfast (1904-1911), Lord luogotenente di Antrim (1911-1916) e Lord luogotenente di Dorset (1916-1952). È stato sindaco di Belfast nel 1907 e cancelliere del Queen University di Belfast (1909-1923).
A corte, Lord Shaftesbury servì come Lord ciambellano di Mary di Teck (1901-1910 e 1910-1922). Nel 1922 fu nominato Lord Steward, che servì fino al 1936.

## Filantropia

### Bryanston School
Nel 1928 fornì un contributo finanziario per stabilire un collegio co-educativo indipendente a Blandford, vicino al villaggio di Bryanston, servendo la scuola come il primo presidente.

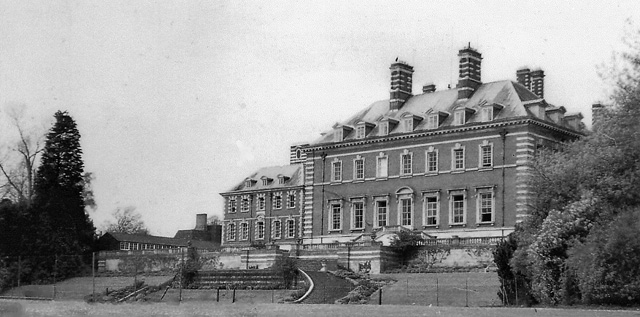
Bryanston School

Bryanston School è stata fondata da un giovane maestro dall'Australia, J.G. Jeffreys. Ha usato la sua fiducia ed entusiasmo per ottenere il sostegno finanziario per la scuola in un periodo di grave instabilità economica. 
La scuola occupa una sontuosa casa di campagna progettata e costruita da Richard Norman Shaw (1889-1894) ispirata al castello di Menars nella valle della Loira. La casa era di proprietà dalla famiglia Portman per 30 anni al momento della sua vendita, tuttavia, le tasse di successione hanno reso impossibile il suo mantenimento.
C'erano solo sette insegnanti e 23 ragazzi di varie età. La sua fu la prima scuola inglese ad adottare il Piano di Dalton. Il sistema era sufficientemente flessibile per offrire una combinazione di lezioni in aula e tempo per il lavoro di assegnazione in ambienti soggetti, che ha dato la libertà agli studenti di decidere a quali materie si focalizzava la loro attenzione. Gli studenti erano tenuti a tenere un diario giornaliero, mostrando il loro uso del tempo di lavoro e tempo libero, incontro con i loro tutor su base settimanale per garantire un controllo efficace dei loro progressi.
I principi del Piano di Dalton sono ancora in atto oggi e rimangono centrali per il successo della scuola.

### Castello di Belfast
Lord Shaftesbury presentò il Castello di Belfast alla città di Belfast nel 1934. Nel 1978, il consiglio comunale ha iniziato una ristrutturazione completa, per un periodo di dieci anni, con un costo di oltre due milioni di sterline. L'edificio riaprì ufficialmente al pubblico il 11 novembre 1988.

## Matrimonio
Sposò, il 15 luglio 1899, Lady Constance Sibell Grosvenor (22 agosto 1875-8 luglio 1957), figlia di Victor Grosvenor, conte di Grosvenor. Ebbero cinque figli:
- Anthony Ashley-Cooper, Lord Ashley (4 ottobre 1900-8 marzo 1947); sposò e divorzia Sylvia Hawkes, poi sposò Françoise Soulier, ebbero due figli;
- Lady Mary Sibell Ashley-Cooper (3 ottobre 1902-2 agosto 1936), sposò Napier Sturt, III barone Alington, ebbero una figlia;
- Lady Dorothea Louise Ashley-Cooper (29 aprile 1907-1987), sposò Anthony Head, I visconte Head, ebbero quattro figli;
- Lady Lettice Mildred Mary Ashley-Cooper (12 febbraio 1911-1990);
- Anthony John Percy Hugh Michael Ashley-Cooper (5 ottobre 1915-1986), sposò Julian Petherick, ebbero quattro figlie.

## Morte
Morì il 25 marzo 1961. Fu sepolto nella chiesa parrocchiale a Wimborne St Giles nei pressi della tenuta di famiglia. Il rango di conte è passato al primo nipote Anthony, figlio del defunto figlio maggiore anche chiamato Anthony.
Aveva accuratamente sistemato le questioni finanziarie in modo che i suoi eredi avrebbero evitare le tasse di successione.

## Ascendenza
|                                                  |                                            |                                           | Genitori                                  |  |  | Nonni |  |  | Bisnonni                                       |  |  | Trisnonni                                      |  |
|                                                  |                                            |                                           |                                           |  |  |       |  |  | Cropley Ashley-Cooper, VI conte di Shaftesbury |  |  | Anthony Ashley-Cooper, IV conte di Shaftesbury |  |
|                                                  |                                            |                                           |                                           |  |  |       |  |  | Cropley Ashley-Cooper, VI conte di Shaftesbury |  |  | Anthony Ashley-Cooper, IV conte di Shaftesbury |  |
|                                                  |                                            | hon. Mary Bouverie                        |                                           |  |  |       |  |  | Cropley Ashley-Cooper, VI conte di Shaftesbury |  |  |                                                |  |
| Anthony Ashley-Cooper, VII conte di Shaftesbury  |                                            |                                           |                                           |  |  |       |  |  | Cropley Ashley-Cooper, VI conte di Shaftesbury |  |  |                                                |  |
|                                                  |                                            | lady Anne Spencer                         | George Spencer, IV duca di Marlborough    |  |  |       |  |  |                                                |  |  |                                                |  |
|                                                  |                                            | lady Anne Spencer                         | George Spencer, IV duca di Marlborough    |  |  |       |  |  |                                                |  |  |                                                |  |
|                                                  |                                            | lady Anne Spencer                         | lady Caroline Russell                     |  |  |       |  |  |                                                |  |  |                                                |  |
| Anthony Ashley-Cooper, VIII conte di Shaftesbury |                                            | lady Anne Spencer                         |                                           |  |  |       |  |  |                                                |  |  |                                                |  |
|                                                  |                                            | Peter Clavering-Cowper, V conte Cowper    | George Clavering-Cowper, III conte Cowper |  |  |       |  |  |                                                |  |  |                                                |  |
|                                                  |                                            | Peter Clavering-Cowper, V conte Cowper    | George Clavering-Cowper, III conte Cowper |  |  |       |  |  |                                                |  |  |                                                |  |
|                                                  |                                            | Peter Clavering-Cowper, V conte Cowper    | Hannah Anne Gore                          |  |  |       |  |  |                                                |  |  |                                                |  |
| lady Emily Clavering-Cowper                      |                                            | Peter Clavering-Cowper, V conte Cowper    |                                           |  |  |       |  |  |                                                |  |  |                                                |  |
|                                                  |                                            | hon. Emily Lamb                           | Peniston Lamb, I visconte Melbourne       |  |  |       |  |  |                                                |  |  |                                                |  |
|                                                  |                                            | hon. Emily Lamb                           | Peniston Lamb, I visconte Melbourne       |  |  |       |  |  |                                                |  |  |                                                |  |
|                                                  |                                            | hon. Emily Lamb                           | Elizabeth Milbanke                        |  |  |       |  |  |                                                |  |  |                                                |  |
| Anthony Ashley-Cooper, IX conte di Shaftesbury   |                                            | hon. Emily Lamb                           |                                           |  |  |       |  |  |                                                |  |  |                                                |  |
|                                                  | George Chichester, II marchese di Donegall | Arthur Chichester, I marchese di Donegall |                                           |  |  |       |  |  |                                                |  |  |                                                |  |
|                                                  | George Chichester, II marchese di Donegall | Arthur Chichester, I marchese di Donegall |                                           |  |  |       |  |  |                                                |  |  |                                                |  |
|                                                  | George Chichester, II marchese di Donegall | lady Anne Hamilton                        |                                           |  |  |       |  |  |                                                |  |  |                                                |  |
| George Chichester, III marchese di Donegall      | George Chichester, II marchese di Donegall |                                           |                                           |  |  |       |  |  |                                                |  |  |                                                |  |
|                                                  |                                            | Anna May                                  | sir Edward May, II baronetto              |  |  |       |  |  |                                                |  |  |                                                |  |
|                                                  |                                            | Anna May                                  | sir Edward May, II baronetto              |  |  |       |  |  |                                                |  |  |                                                |  |
|                                                  |                                            | Anna May                                  | Elizabeth Lumley                          |  |  |       |  |  |                                                |  |  |                                                |  |
| lady Harriet Chichester                          |                                            | Anna May                                  |                                           |  |  |       |  |  |                                                |  |  |                                                |  |
|                                                  |                                            | Richard Butler, I conte di Glengall       | James Butler, IX barone Caher             |  |  |       |  |  |                                                |  |  |                                                |  |
|                                                  |                                            | Richard Butler, I conte di Glengall       | James Butler, IX barone Caher             |  |  |       |  |  |                                                |  |  |                                                |  |
|                                                  |                                            | Richard Butler, I conte di Glengall       | Sarah Nichols                             |  |  |       |  |  |                                                |  |  |                                                |  |
| lady Harriet Butler                              |                                            | Richard Butler, I conte di Glengall       |                                           |  |  |       |  |  |                                                |  |  |                                                |  |
|                                                  |                                            | Emilia Jefferyes                          | James St. John Jefferyes                  |  |  |       |  |  |                                                |  |  |                                                |  |
|                                                  |                                            | Emilia Jefferyes                          | James St. John Jefferyes                  |  |  |       |  |  |                                                |  |  |                                                |  |
|                                                  |                                            | Emilia Jefferyes                          | lady Arabella FitzGibbon                  |  |  |       |  |  |                                                |  |  |                                                |  |
|                                                  |                                            | Emilia Jefferyes                          |                                           |  |  |       |  |  |                                                |  |  |                                                |  |